# Raja straeleni
Raja straeleni és una espècie de peix de la família dels raids i de l'ordre dels raïformes.

## Morfologia
- Els mascles poden assolir 70 cm de longitud total i les femelles 67.[4][5]

## Reproducció
És ovípar i els ous tenen com a banyes a la closca.

## Alimentació
Menja invertebrats i peixos.

## Hàbitat
És un peix marí, de clima tropical i demersal que viu entre 80–800 m de fondària.

## Distribució geogràfica
Es troba a l'oceà Atlàntic oriental: des del Sàhara Occidental fins a Sud-àfrica.

## Observacions
És inofensiu per als humans.